# Leptocyrtinus hebridarum
Leptocyrtinus hebridarum là một loài bọ cánh cứng trong họ Cerambycidae.